# Ganfei
Ganfei é uma povoação portuguesa sede da Freguesia de Ganfei do Município de Valença, freguesia com 9,35 km² de área e 1207 habitantes (censo de 2021), e, por isso, uma densidade populacional de 129,1 hab./km².
No ano de 1082 nasceu no lugar de Tardinhade, em Ganfei, aquele que viria a ser o primeiro santo português e conselheiro de D. Afonso Henriques - São Teotónio.

## Demografia
A população registada nos censos foi:
| Distribuição da População por Grupos Etários | Distribuição da População por Grupos Etários | Distribuição da População por Grupos Etários | Distribuição da População por Grupos Etários | Distribuição da População por Grupos Etários |
| -------------------------------------------- | -------------------------------------------- | -------------------------------------------- | -------------------------------------------- | -------------------------------------------- |
| Ano                                          | 0-14 Anos                                    | 15-24 Anos                                   | 25-64 Anos                                   | > 65 Anos                                    |
| 2001                                         | 177                                          | 199                                          | 682                                          | 254                                          |
| 2011                                         | 155                                          | 123                                          | 735                                          | 283                                          |
| 2021                                         | 140                                          | 100                                          | 618                                          | 349                                          |

## Património
- Convento de Ganfei
- Igreja do Salvador de Ganfei
- Capela de São Teotónio[7]
- Santuário da Nossa Senhora do Faro
- Parque de Lazer da Pesqueira dos Frades

## Associações
- Grupo Desportivo Ganfeiense
- Grupo Folclórico de Ganfei
- Associação Recreativa e Cultural das Azenhas
- Associação S. Teotónio